# Szeged–Temesvár-vasútvonal
A Szeged-Temesvár vasútvonal a történelmi Magyarország fontos vasúti fővonala volt. 1857-ben épült meg az Osztrák Államvasút Társaság Bécs-Pest-Szeged-Temesvár-Báziás vonalának részeként, összekötve a Bánság és az Alföld területeit. A trianoni döntés során a vonalat az új országhatárok két helyen is elvágták, jelentős részén Románia és Szerbia osztozott. Ezután már nem tudta korábbi szerepét betölteni. A periférikus helyzetén tovább rontott a Szegedi vasúti Tisza-híd felrobbantása, amely elvágta az átmenő forgalom lehetőségét. Napjainkra a vonal nagy részén megszűnt a forgalom.

## Története

### A vasút eléri Szegedet
A magyar vasúthálózat kiépítése az 1840-es évek végén indult meg a Magyar Középponti Vasút (MKpV) Pest-Vác (1846) és Pest-Szolnok (1847) vasútvonalainak megépítésével. Az 1848-49-es szabadságharc leverése után a bécsi udvar rövid időre államosította a magyar vonalakat, és 1850-től a Cs. kir. Délkeleti Államvasút folytatta az MKpV megkezdett építkezését Ceglédtől Szeged irányába. Cegléd-Kiskunfélegyháza között 1853. szeptember 3-án, Kiskunfélegyháza-Szeged között 1854. március 4-én adták át a vasútvonalat.
Hamarosan kiderült hogy az anyagilag gyengélkedő birodalom nem képes kivitelezni a vasútépítési terveket, így magán befektetők bevonása szükséges. Az immár egybefüggően kiépült Bécs-Pozsony-Pest-Szeged vasútvonal az Osztrák Államvasút-Társaság (rövidítve ÁVT/OÁVT) kezelésébe került 1855. január 1-jétől. A vasúttársaság a nevével ellentétben franciaországi (Rothschild-érdekeltségű) magánvasúti társaság volt. Az ÁVT jelentős földterületeket és bányajogokat szerzett a Bánságban, így elsődleges célként a vasútvonal Temesváron át az Al-Dunai Báziás kikötőjéig terjedő meghosszabbítását tűzték ki.

### A Tiszai áthidalás kérdése
A Szeged-Cegléd vasútvonal kiépítésekor még nem volt eldöntött a leendő Tisza-híd pontos helye. Az ideiglenes végállomás a város első pályaudvara, a napjainkban csak teherforgalmi feladatokat ellátó Szeged-Tisza pályaudvar lett, amely elhelyezkedése nem volt alkalmas a vasútvonal továbbvezetésére. A híd elhelyezéséről folytatott viták összefüggtek a folyószabályozás kérdésével: Szeged városa a Maros torkolatát a várostól délre szerette volna áthelyeztetni a kedvezőbb árvízvédelem érdekében, amit a Délkeleti Államvasút hevesen ellenzett, mivel így egy Maros-hidat is kellett volna építenie. A Maros torkolat meghagyása esetén viszont Szeged egy ártéri híd megépítéséhez ragaszkodott az újszegedi oldalon, amit a vasúttársaság szintén nem akart teljesíteni. A megegyezés hiánya miatt a vasúttársaság zsaroláshoz folyamodott: bejelentette hogy a hidat Magyarkanizsánál építi meg, mire a szegedi városvezetés Ferenc Józsefhez írt levelet, hogy a híd mégis Szegednél épüljön meg, és elálltak az ártéri híd megépítésétől. A kormány végleges engedélyokirata 1855-ben (már az ÁVT idején) született meg a szegedi hídról.
A vasútvonal továbbépítése előtt tehát megnyílt a lehetőség. A Szeged-Temesvár vasútvonalat 1857. szeptember 17-én nyitotta meg az Osztrák Államvasút-Társaság. (Az alépítmény geometriája végig két vágány számára került kialakításra. A felépítmény azonban csak Szeged és Szőreg állomások között épült ki két vágánnyal.) A vonal megnyitásával Szeged új végleges állomást kapott. A forgalom még egy évig ideiglenes fahídon folyt, a végleges Tisza-hidat 1858. november 14-én adták át.
1858-ban nyílt meg a Szeged-Temesvár vasútvonal folytatásaként a Temesvár-Karasjeszenő vonalszakasz, ami Karasjeszenő (Jaszenova) állomáson csatlakozott az 1854-ben már szigetszerűen átadott Oravicabánya-Báziás vasútvonalhoz, így az al-Dunai Báziás kikötőjéhez. Ezzel teljessé vált az ÁVT Bécs-Báziás vasútvonala, amely a következő 70 évre az Osztrák-Magyar Monarchia jelentős vasúti fővonalává vált.

### Trianon után
A vonal történetében döntő fordulatot jelentett az I. világháború lezárása. A világháború utáni béketárgyalásokon Románia és a Szerb-Horvát-Szlovén Királyság (a későbbi Jugoszlávia) egyaránt igényt tartott a bánáti területekre. A két ország közötti határ meghúzása elsősorban nemzetiségi alapon történt, a vasútvonalak elhelyezkedését kevésbé következetesen vették figyelembe. A magyar építésű sűrű bánáti vasúthálózatot sok helyen metszette el a határ, fő- és mellékvonalakon egyaránt. Míg Szeged magyar város maradt, Temesvár román, Nagykikinda szerb fennhatóság alá került, így a vasútvonal is három részre szakadt.
A trianoni békeszerződés a vasútvonal mintegy 15 kilométeres szakaszát hagyta Magyarországon, Szeged-Szőreg-Óbéba állomások között. A magyar-jugoszláv határ a vasútvonalat pontosan Óbéba állomás területén metszette, a Szőreg felőli bejárati váltókörzet magyar területen maradt, a felvételi épület a jugoszláv oldalra került. A határátmenet ekkor megszűnt s csak 1925-ben indult újra, de az állomás nem vált határállomássá, a magyar határállomás Szőreg, a jugoszláv Oroszlámos lett. Az állomást 1945 után felszámolták és elbontották, a magyar határtól Oroszlámosig a pályát felszedték.
Az 1919-ben megállapított ideiglenes román-jugoszláv határ Zsombolya és Gyertyámos között metszette a vasútvonalat, Zsombolyát Jugoszláviának, Gyertyámost Romániának ítélve. A két ország 1924-ben a számos település cseréjével járó határkiigazítást végzett, melynek során Zsombolya Romániához került, a határ így a Szenthubert-Zsombolya állomásközben metszette a vasutat. Jugoszláv részről a határállomás Szenthubert helyett a nagyobb és jobban kiépített Nagykikinda lett. Megjegyzendő, hogy forgalmi okok miatt Szenthubert állomás is üzemben maradt.
Románia a vonal hozzá került szakaszát fontos nemzetközi vasútvonalként kezelte az 1-es számú Bukarest-Craiova-Orsova-Temesvár-Zsombolya vasútvonal részeként. Nemzetközi forgalomban stratégiai jelentőséget adott a vonalnak, hogy Magyarország elkerülésével, Nagykikinda-Szabadka-Zágráb útvonalon biztosított nyugati kapcsolatot Romániának. A Jugoszlávia által megszerzett középső vonalszakasz az új határokon belül perifériális helyzetbe került. A szerb-román határ Egyházaskér-Valkány térségében hosszabb szakaszon szorosan a vasút mellett halad, a Romániához került szomszédos települések így el lettek vágva vasútállomásuktól. Magyar részről Szőreg után a határig vezető szakaszon nem maradt belföldi forgalomban kiszolgálandó állomás, így csak nemzetközi forgalom maradt a rövid önálló vonalszakaszon. Szeged-Szőreg között a csatlakozó vedresházai és mezőhegyesi vonalak vonatai szolgálták ki a forgalmat.
Darabokra szakadt a csatlakozó vonalhálózat is. 9 csatlakozó vasútvonalból mindössze kettő maradt meg változatlan formában (Nagykikinda-Nagybecskerek, Zsombolya-Lovrin), három megcsonkítva (Szeged-Mezőhegyes-Arad vasútvonal Battonyáig rövidítve, Szeged-Karlova-vasútvonal Vedresházáig rövidítve, Zsombolya-Torontálszécsány Gyertyámos-Jánosfölde vonallá rövidítve és átkötve), négy mellékvonallal viszont megszűnt a fővonal kapcsolata (Valkány-Perjámos-Temesvár, Nagykikinda-Nyerő, Nagykikinda-Lovrin-Arad, Zsombolya-Nagybecskerek (kisvasút)) - megjegyzendő az összes vasútvonal működése fennmaradt valamilyen formában az utódállamok vasúthálózatához kapcsolva.
Összességében elmondható, hogy a vasútvonal a trianoni határok meghúzása után - a forgalom újbóli felvétele ellenére - már nem tudta eredeti funkcióját betölteni perifériális helyzete és széttagoltsága miatt. Szeged - Szőreg állomások között 1924-ben elbontották a második vágányt.

### Napjainkban

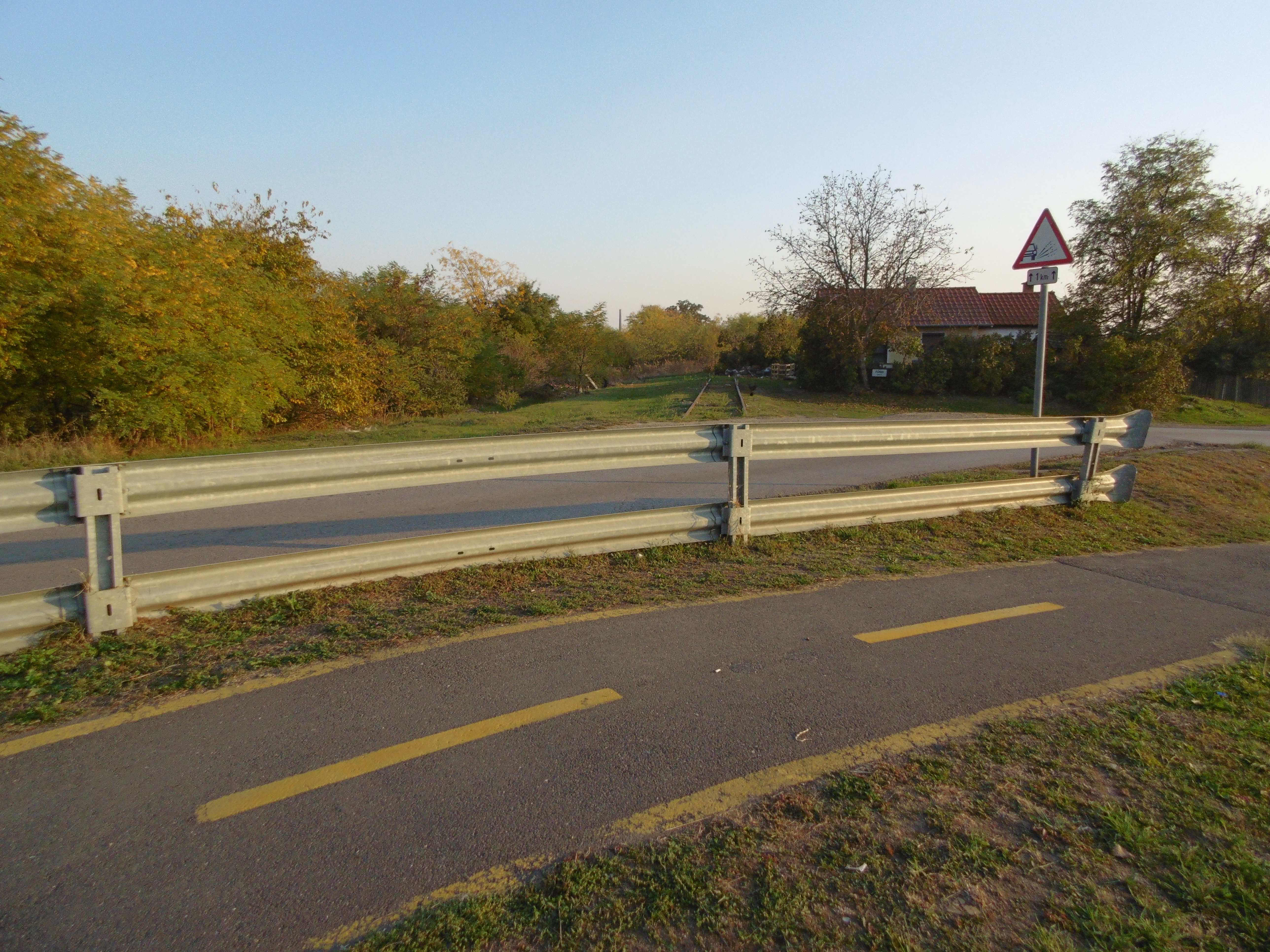
Az egykori újszentiváni vasúti átjáró és az egykori 320.sz. őrház a téglagyár felé nézve.

A vonal Szeged-Újszeged közötti szakaszát a Tisza-híd felrobbantása után elbontották, a nyomvonal helyét beépítették. Újszeged-Szőreg között a vonal a Kétegyháza–Újszeged-vasútvonal részét képezi. Itt a szőregi szakaszon napjainkban is az 1912-ben lefektetett, egykori fővonali vágányon folyik a forgalom. Ezen a szakaszon állandó 20 és 30 km/óra sebességkorlátozás van érvényben. Ugyanezen szakaszon Újszőreg megállóhely 1962-ben megszűnt.
Szőregtől a határ felé a nyíltvonal néhány kilométeres szakasza iparvágányként megmaradt a szőregi téglagyárig, napjainkban használaton kívül van és jelenleg járhatatlan. Ebből az iparvágányból az utolsó kb.1,5–2 km-nyi szakaszt a kétezres évek elején ismeretlenek felbontották és ellopták, így már csak az egykori újszentiváni vasúti átjárótól kb. 1 kilométer hosszan van meg a pálya az erdőben kelet felé. A szőregi állomás területén lévő rövid vágányszakaszt egy ideig kihúzóvágányként még használták. A határon átvezető szakaszt felszedték, helyén földút vezet, de a nyomvonal végig megvan. A szerb szakaszon Oroszlámos-Nagykikinda között használaton kívül, járhatatlan állapotban még megvan a vágány. A Nagykikinda-Temesvár szakaszán van forgalom: Nagykikinda-Zsombolya között a szerb vasút napi két pár kishatárforgalmi vonatot üzemeltetett sinobuszokkal 2014-ig, amikor is a járművek rossz üzemkészsége miatt megszűnt a forgalom. Zsombolya-Temesvár között a CFR Malaxa 900 illetve Siemens Desiro motorvonatai járnak.

## Kapcsolódó vonalak

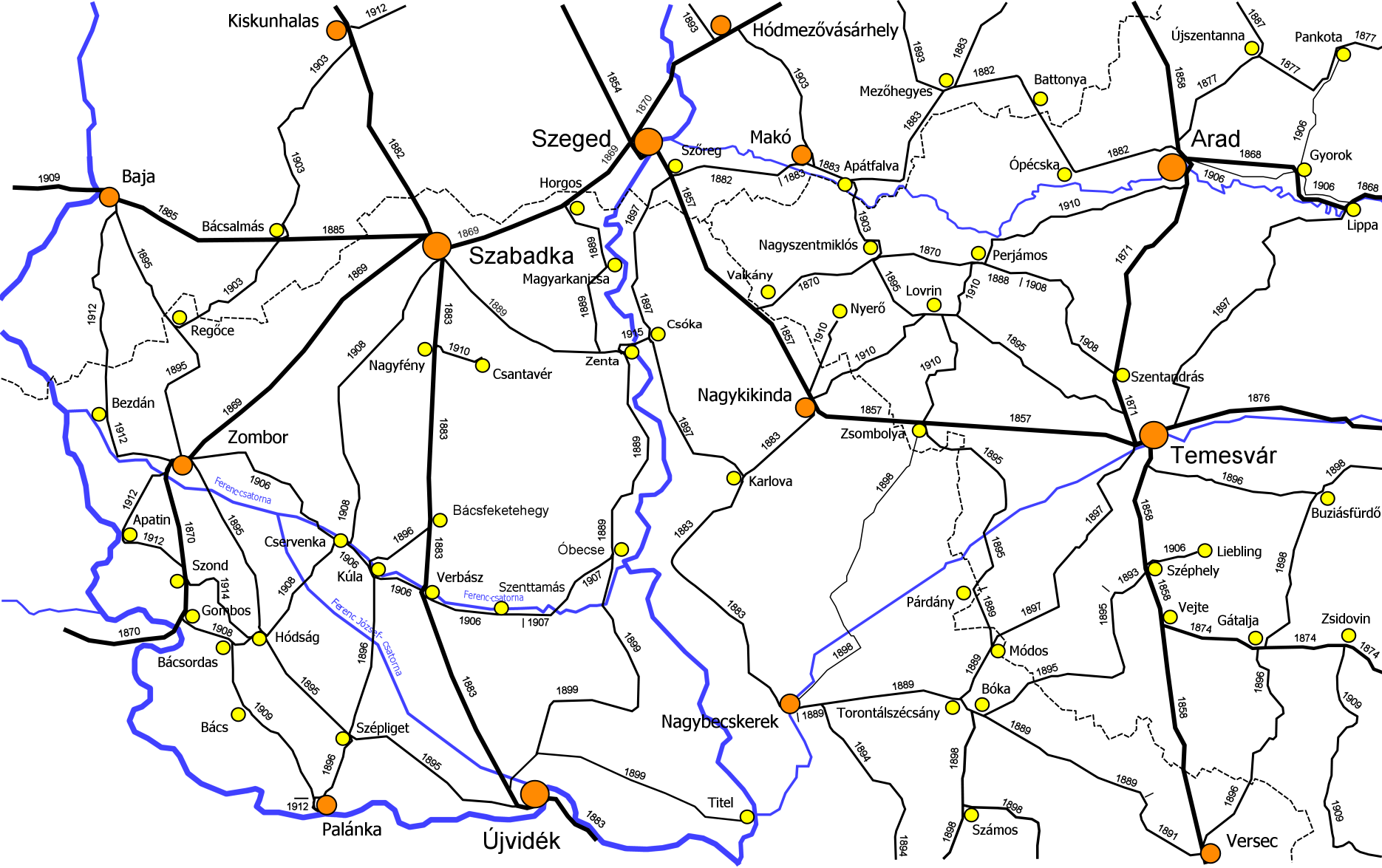
A Szeged–Temesvár-vasútvonal és a kapcsolódó vasútvonalak térképe (1920-as állapot)

Fővonali jellege miatt a Szeged-Temesvár vasútvonalhoz kapcsolódóan több vasúti mellékvonal is kiépült a Bánságban:
- Szőreg vasútállomáson
  - Az ACsEV Szeged-Mezőhegyes-Battonya-Ópécska-Arad vonala
  - A Szeged-Karlovai HÉV vonala Szeged–Törökkanizsa–Csóka–Karlova útirányon Nagybecskerek felé nyújtott összeköttetést
- Valkány vasútállomáson
  - Az Osztrák Államvasút Társaság egyetlen saját építésű mellékvonala Valkány-Perjámos között 1870-ben épült meg. 1878-ban még folytatásként megépült a Perjámos-Varjas közötti 8 kilométeres szakasz, de a befejező Varjas-Szentandrás szakaszt 1912-ben már különálló HÉV társaság építette ki. Ez a vonal így Temesvárral jelentett újabb kapcsolatot.
- Nagykikinda vasútállomáson
  - Nagykikinda–Nagybecskerek-vasútvonal
  - Nagykikinda–Lovrin–Perjámos–Arad-vasútvonal
  - Nagykikinda–Nyerő-vasútvonal
    - Utóbbi két vasútvonalat a kiigazított román-szerb határ 1924-ben elvágta, a román vasút a két elvágott vonalat Nyerő-Lovrin vasútvonallá egyesítette
- Zsombolya vasútállomáson
  - Lovrin–Zsombolya-vasútvonal (1910)
  - A Torontáli HÉV Zsombolya–Torontálszécsány–Nagybecskerek-vasútvonala: A román-szerb határ több helyen elvágta a vonalat, a román vasút Gyertyámos vasútállomásra kötötte be a Románia területére került vonalszakaszt.
  - Szintén a Torontáli HÉV kezelésében lévő Nagybecskerek–Zsombolya kisvasúti vonala

## Tervek az újjáépítésre
A vonal újjáépítése az 1990-es évek óta rendszeresen napirendre kerül. Magyar részről a cél Szeged nemzetközi vasúti kapcsolatának erősítése lenne Temesvár és Arad irányába. A vasútvonal újjáépítésének kulcsa a vasúti Tisza-híd újjáépítése, amely a távlati tervekben a szegedi körút lezárásaként épül meg, a közúti mellett vasúti kapcsolatot is teremtve. Jelenleg a Szeged-Makó Tram-train projekt keretében kerülhet sor a híd újjáépítésére. A vasútvonal folytatása szempontjából azonban több lehetőség kínálkozik: az eredeti nyomvonalnak alternatívája lehet az egykori Makó-Nagyszentmiklós-Lovrin-Temesvár kapcsolat újjáélesztése, amely Szerbiát elkerülve teremthet összeköttetést a két város között. Az országos területrendezési terv viszont nagysebességű vasútvonalként az eredeti nyomvonallal számol.
2024-ben a román szállításügyi és a magyar külgazdasági és külügyminisztérium megállapodott egy román-magyar vasúti munkacsoport létrehozásáról a Temesvár és Szeged közötti új vasúti összeköttetés megvalósíthatósági tanulmányának előkészítése, majd a vasút megépítése és a jövőbeli fenntartása és működtetése érdekében. A megvalósíthatósági tanulmány finanszírozásának biztosítására közös pályázatot kívánnak benyújtani az Európai Regionális Fejlesztési Alaphoz (ERFA). A beruházást decemberben a magyar kormány nemzetgazdasági szempontból kiemelt jelentőségű beruházássá nyilvánította. 2025 januárjában megkötötték a tervezésre vonatkozó szerződést. A tervezett nyomvonalról egyelőre nincsen információ.